# Świdnik Miasto
Świdnik Miasto – przystanek osobowy w Świdniku, w województwie lubelskim, w Polsce. Według klasyfikacji PKP ma kategorię dworca aglomeracyjnego.

## Historia

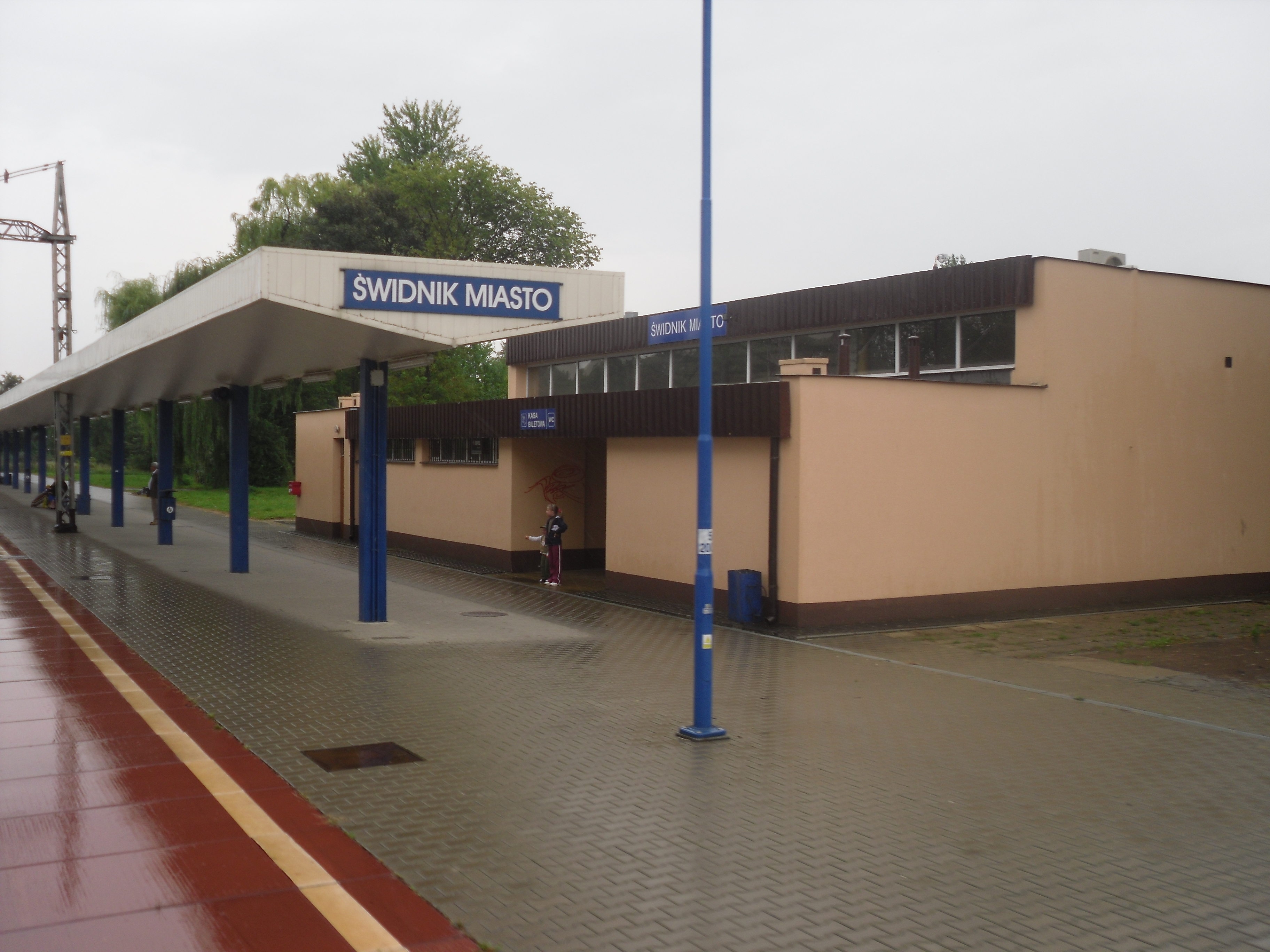
Widok historyczny

Stacja została utworzona w latach 50. XX w., wtedy też przeniósł się tutaj główny ruch osobowy ze stacji Świdnik. Budynek poprzedniego dworca ukończono w roku 1967, miał on również w założeniu spełniać funkcję dworca autobusowego, stąd sprawiał wrażenie, jakby został postawiony na opak względem torów. Stacja Świdnik Miasto obsługuje zarówno ruch osobowy, jak i towarowy (od początku lat 90. XX w.).
Na przełomie stycznia i lutego 2019 PKP podpisały z konsorcjum firm Helifactor i MERX umowę na budowę tzw. innowacyjnego dworca systemowego w formie klimatyzowanej poczekalni wraz pomieszczenia kas biletowych i przestrzenią dla punktów handlowo-usługowych.
W grudniu 2020 roku rozpoczęto prace rozbiórkowe poprzedniego budynku stacji i budowę nowego w ramach unijnego projektu "Mobliny LOF".

## Ruch pasażerski[4]
| Rok  | Wymiana pasażerska na dobę |
| ---- | -------------------------- |
| 2017 | 500-699                    |
| 2018 | 500-699                    |
| 2019 | 500-699                    |
| 2020 | 300-499                    |
| 2021 | 300-499                    |
| 2022 | 500-699                    |
| 2023 | 700-999                    |